# Mabalane
Mabalane è un villaggio del Botswana situato nel distretto di Kgatleng, sottodistretto di Kgatleng. Il villaggio, secondo il censimento del 2011, conta 738 abitanti.

## Località
Nel territorio del villaggio sono presenti le seguenti 6 località:
- Lebatlane di 8 abitanti,
- Manonnye,
- Nkopane di 22 abitanti,
- Pelotshetlha di 9 abitanti,
- Ramokwena di 32 abitanti,
- Segakwana di 38 abitanti